# آموس اندرسون

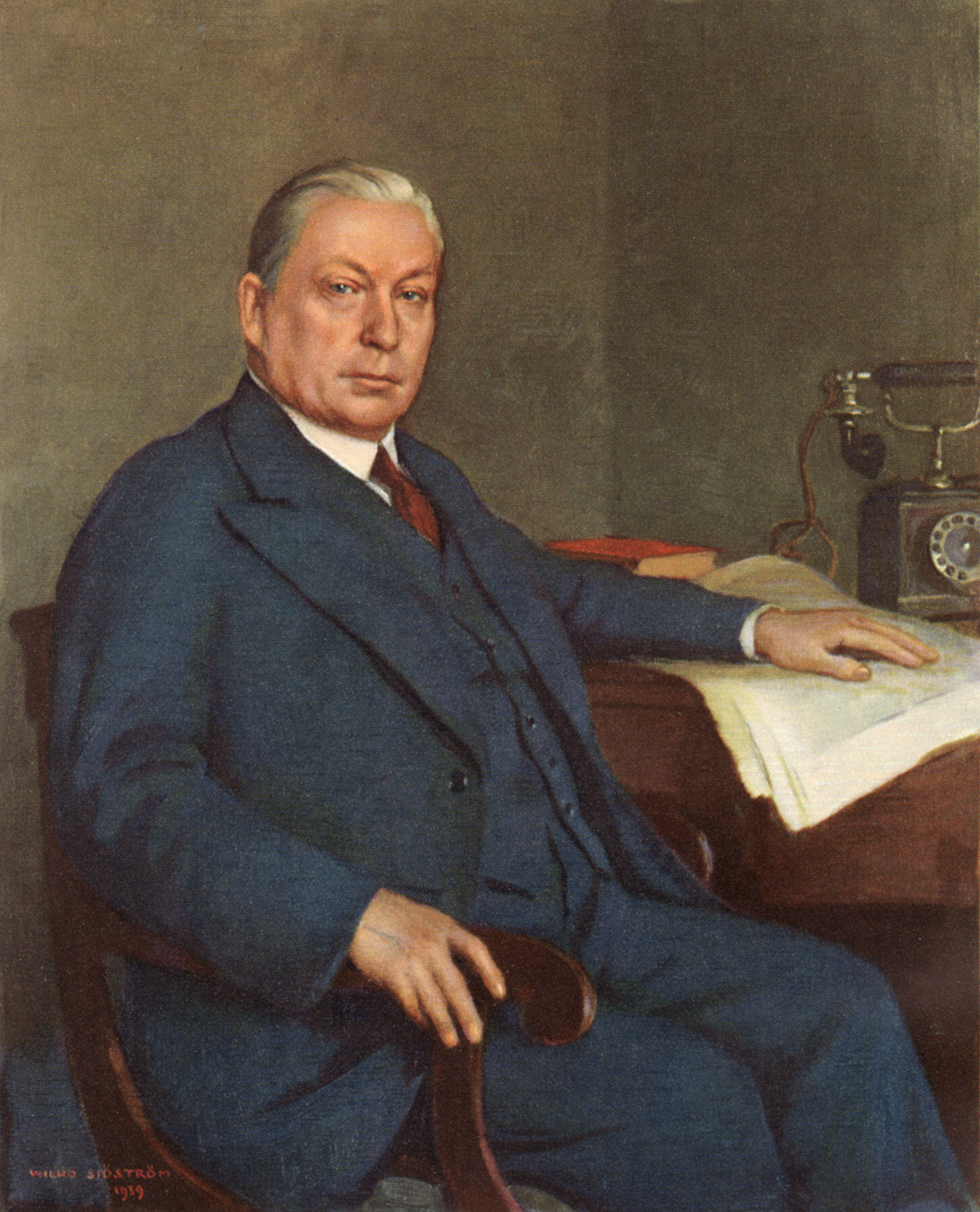
یک پرتره از آموس اندرسون ۱۹۱۹

آموس والنتین اندرسون (۳ سپتامبر ۱۸۷۸ – ۲ آوریل ۱۹۶۱) سیاستمدار، نماینده پارلمان و مالک بزرگترین روزنامه سوئدی‌زبان فنلاند، هووتستادس‌بلادت (Hufvudstadsbladet) و یک حامی هنر اهل فنلاند بود.

## روزنامه‌نگاری
آموس اندرسون در تورکو واقع در جنوب غرب فنلاند بزرگ شد و در همان شهر به آموزش تجارت پرداخت. وی کار خود را در زمینه بیمه آغاز کرد و دو سال به تحصیل در رشته‌های مالی و بیمه مشغول بود. وی در سال ۱۹۰۵ با انتشار یک مجله حرفه‌ای تخصصی بیمه، فعالیت روزنامه‌نگاری خود را شروع کرد. در سال ۱۹۰۹ وی به همراه ویکتور اک و جی او واستاجرنا چاپخانه‌ای تأسیس کرد و از سال ۱۹۱۱ وارد حرفه روزنامه‌داری شد. هووتستادس‌بلادت معروفترین روزنامه سوئدی زبان فنلاند با همت او احیا شد.

## پیشینه سیاسی
اندرسون در سال‌های ۱۹۲۲تا ۱۹۲۷ نماینده مجلس و در ۱۹۳۷، ۱۹۴۰ و ۱۹۴۳ در سیستم پارلمانی فنلاند جزو هیئت انتخاب کننده ریاست‌جمهوری بود.

## پیشینه هنری و فرهنگی
مرمت و بازسازی کلیساها در تورکو، پارگاس و کیمیتو و تعمیر تئاتر سوئد در هلسینکی از جمله کارهای او در دهه ۳۰ است. وی ۲۵۰ اثر هنری مدرن را مطابق با وصیت‌نامه خود به بنیاد هنری آموس اندرسون اعطا کرد.
در سال ۱۹۱۳، اندرسون طراحی ساختمانی در ایرژنکاتو را آغاز کرد. این ساختمان هم به عنوان محل زندگی خصوصی اندرسون و هم به عنوان فضای اداری برای مشاغل و فعالیت‌های وی در نظر گرفته شده بود. پس از مرگ اندرسون در سال ۱۹۶۱، این ساختمان به بنیاد هنری آموس اندرسون که مشهور به آموس رکس است تبدیل شد که در سال ۱۹۶۵ رسماً افتتاح و درهای خود را به روی عموم باز کرد.